# Campionati europei di tuffi 2012 - Trampolino 1 metro femminile
La gara del trampolino da 1 metro femminile degli Europei 2012 è stata disputata il 18 maggio 2012 e vi hanno partecipato 23 atlete. Le qualificazioni si sono svolte al mattino e le prime 12 classificate hanno avuto accesso alla finale del pomeriggio.

## Medaglie
| Posizione | Atleta         | Paese  |
| --------- | -------------- | ------ |
| Oro       | Anna Lindberg  | Svezia |
| Argento   | Tania Cagnotto | Italia |
| Bronzo    | Nadežda Bažina | Russia |

## Qualifiche
| Pos. | Atleta                | Nazione       | Punti  |
| ---- | --------------------- | ------------- | ------ |
| 1    | Anna Lindberg         | Svezia        | 294.15 |
| 2    | Tania Cagnotto        | Italia        | 284.45 |
| 3    | Nadežda Bažina        | Russia        | 264.70 |
| 4    | Anastasia Pozdniakova | Russia        | 257.85 |
| 5    | Alicia Blagg          | Gran Bretagna | 255.95 |
| 6    | Uschi Freitag         | Germania      | 246.75 |
| 7    | Katja Dieckow         | Germania      | 243.15 |
| 8    | Francesca Dallapé     | Italia        | 242.00 |
| 9    | Anna Pysmenska        | Ucraina       | 237.75 |
| 10   | Marion Farissier      | Francia       | 236.95 |
| 11   | Rhea Gayle            | Gran Bretagna | 236.10 |
| 12   | Inge Jansen           | Paesi Bassi   | 232.15 |
| 13   | Sophie Somloi         | Austria       | 229.50 |
| 14   | Nóra Barta            | Ungheria      | 222.80 |
| 15   | Iira Laatunen         | Finlandia     | 222.00 |
| 16   | Taina Karvonen        | Finlandia     | 214.80 |
| 17   | Ksenia Kondrashenkova | Bielorussia   | 211.55 |
| 18   | Alena Khamulkina      | Bielorussia   | 209.90 |
| 19   | Jennifer Granath      | Svezia        | 209.60 |
| 20   | Patrycja Pyrzak       | Polonia       | 204.85 |
| 21   | Leyre Eizaguirre      | Spagna        | 204.60 |
| 22   | Magdalena Chłanda     | Polonia       | 199.20 |
| 23   | Celine van Duijn      | Paesi Bassi   | 192.65 |

## Finale
| Pos. | Atleta                | Nazione       | Punti  |
| ---- | --------------------- | ------------- | ------ |
|      | Anna Lindberg         | Svezia        | 301.35 |
|      | Tania Cagnotto        | Italia        | 281.30 |
|      | Nadežda Bažina        | Russia        | 275.15 |
| 4    | Uschi Freitag         | Germania      | 269.95 |
| 5    | Anastasia Pozdniakova | Russia        | 259.45 |
| 6    | Katja Dieckow         | Germania      | 254.70 |
| 7    | Francesca Dallapé     | Italia        | 251.50 |
| 8    | Inge Jansen           | Paesi Bassi   | 247.45 |
| 9    | Marion Farissier      | Francia       | 242.75 |
| 10   | Rhea Gayle            | Gran Bretagna | 242.70 |
| 11   | Alicia Blagg          | Gran Bretagna | 235.05 |
| 12   | Anna Pysmenska        | Ucraina       | 229.95 |

## Fonti
- (EN)  Omegatiming.com - Qualifiche[collegamento interrotto]
- (EN)  Omegatimng.com - Finale[collegamento interrotto]